# جن گرین
جن گرین (به انگلیسی: Gene Green) نمایندهٔ حوزه انتخابیه تگزاس از حزب دموکرات ایالات متحده آمریکا در مجلس نمایندگان ایالات متحده آمریکا است که برای نخستین‌بار در ۱۱ ژانویه ۱۹۹۳ میلادی به‌عضویت این مجلس درآمد.